# Kris De Wree
Kris De Wree (ur. 21 maja 1981 w Sint-Gillis-Waas) – belgijski piłkarz grający na pozycji pomocnika.